# 天地人 (NHK大河ドラマ)
『天地人』（てんちじん）は、2009年1月4日から同年11月22日まで放送されたNHK大河ドラマ第48作。主演は妻夫木聡。

## 概要
原作は、2006年に発表された火坂雅志（新潟市出身）の同名小説。主人公は上杉景勝に仕えた上杉家の家老・直江兼続。脚本は、NHKでは2007年前期の朝の連続テレビ小説『どんど晴れ』を手がけた小松江里子が担当した。火坂作品では初の大河ドラマ化。なお、本作以降小説家による原作付きの大河ドラマは2018年放送の『西郷どん』まで途絶えている。
主に舞台となるのは、戦国時代。映像作品史上では初めて、兼続が単独の主人公として取り上げられる作品である。同時に、大河ドラマ史上初めて関ヶ原の戦いに敗れた側の武将が主人公となる作品でもある。ひたすら利のみを求める戦国時代に、「愛」を重んじ、「義」を貫き通した武将・直江兼続。主君・上杉景勝をはじめ、師と仰ぐ上杉謙信や友人・石田三成との深い係わりを主軸に、同時代に生きた戦国武将や妻・お船をはじめとする女性たちとの人間関係、利を求める社会において発生する格差など現代社会に通じる問題、といった様々なテーマを盛り込みながら、兼続の生涯を描く。
主演の妻夫木は、大河ドラマへの出演自体が初めてであった。兼続が終生仕えることになる上杉景勝は、2001年の『北条時宗』以来の大河ドラマ出演となる北村一輝が演じた。
記録的視聴率を記録した前作『篤姫』同様、ホームドラマ的な雰囲気、若手俳優の積極的な起用、少年時代の兼続（与六）を演じた加藤清史郎の演技などにより、最高視聴率26.0%、平均視聴率 21.2%という高い視聴率を記録した（視聴率は関東地区・ビデオリサーチ社調べ）。2022年現在、全話平均視聴率が20%を越えた最後の大河ドラマとなっている。
兼続の幼年時代を演じた加藤清史郎のセリフ「儂（わし）はこんなところ来とうはなかった!」は新語・流行語大賞にノミネートされた。また、加藤清史郎は視聴者から再登場を要望する声が多かったため、兼続の子・竹松（直江景明）役で再出演した。
原作の小説やドラマ上の脚色もあり、史実と異なる設定や創作、重要人物（新発田重家や最上義光など）が登場しないなどの指摘があった。兼続の人物像も「元服したのに前髪を付けているのはおかしい」との指摘があった。ドラマで謙信が籠る春日山城の毘沙門堂の置かれた岩屋が実在すると思いこんだ観光客が現地を訪れ、岩屋が無いことに落胆するケースもあったという。また、当時では使われない「平和」「家族」といった言葉の使用など、小松江里子の脚本も専門家から書き直しを指摘される箇所があったほか、兼続が宿敵・伊達政宗と和解したり、徳川家康から息子・秀忠の将来を託されたりするなど、史実と異なる予定調和的なシーンも多かった。5月10日放送の「本能寺の変」の演出ではサブリミナル効果を指摘する声が挙がり、物議を醸した。
オープニングテーマが吹奏楽の定番シリーズニュー・サウンズ・イン・ブラスで編曲されているが、放送されているのとは違い、ロングヴァージョンになっている。これは音楽を担当した大島本人が新たにスコアを書き直し、大島本人と編曲者の星出尚志との共作で出しているためである。

## あらすじ
人々が己の「利」を求めて争った戦国の世。「義」の志を胸に、「愛」の一字を兜の前立てに掲げ戦った武将がいた。越後上杉家の家老・直江兼続である。
幼少時から上杉景勝に小姓として仕えた兼続は、上杉謙信から「義」の精神を教えられ、その志を受け継ぐ「唯一無二の弟子」となる。しかし謙信の死後、一枚岩を誇った上杉家は後継者争いから分裂。それは景勝・兼続主従の「義」と「愛」を懸けた戦いの始まりであった。

## 登場人物

### 主人公とその一族

#### 主人公
直江兼続（なおえ かねつぐ）
（樋口与六 → 樋口兼続 → 直江兼続）
演：妻夫木聡（少年時代：加藤清史郎）
本作の主人公。上田衆・樋口惣右衛門の長男。幼名および通称は与六（よろく）。官職は従五位下山城守で、通称「（直江）山城」。5歳で景勝の小姓となった。口癖は「これはしたり」。実直な性格であると共に、他人や弱者をいたわる優しさと、敵や目上の人物に対しても自らの意見をはっきり述べる剛毅さを兼ね備えている。当初は親元を離れるのを泣いて嫌がり、主君である喜平次（景勝）に対しても反抗的な態度を取っていたが、母親恋しさから夜中に雲洞庵を抜け出して実家を訪ねた際にお藤から追い返された上、迎えに来た喜平次から本心を打ち明けられたことで心を開き、再び雲洞庵に戻る。以降は景勝に忠誠を尽くす。若い頃は涙もろい一面があった。文武両道のオールマイティー武将であり、漢詩や連歌の才も発揮する。その器量は秀吉から「天下の器」と称される。一方、手先は不器用でお船の安産祈願のために掘っていた犬の彫刻を景勝から猪に間違えられた。恋愛に関しても奥手であり、お船やお涼の自分への思いに気付かないなど女心に疎い一面がある。謙信に唯一の弟子と認められ、仙桃院には北斗の七星の如き家臣となるように薫陶を受ける。
謙信の死後、御館の乱では桑取衆や武田家を味方に付けるなどの戦功を上げて頭角を現し、御館の乱終結後、家老に昇格。直江信綱の死で景勝から直江家を継ぐよう命じられ、上杉家の執政として采配を振ることになる。そして己の思想を象徴するものとして仁愛の「愛」の一字を兜の前立てや旗印に用いるようになる。
織田信長の死後、豊臣秀吉に従った景勝とともに上洛。その際、秀吉に自らの家臣になるように誘われるが、自らの主は景勝以外にないとその誘いを突っぱねた。越後から天下万民の為と視野を広げ、上杉領の内政の傍ら、親友・石田三成を見守る。
秀吉の死後、台頭する徳川家康と対立し、三成と結託して対決を決意。「直江状」を日本各地にばらまいて家康を挑発した。しかし、三成の敗北とともに家康に恭順し、以後は大幅な減封となった上杉家の内政に力を尽くす。その後も家康の不義を糾弾し続け、その姿勢で逆に秀忠の信頼を得た。晩年は上杉家と三成の正義を後世に伝えるために禅林文庫を創設し、それを機に藩政を引退。悠々自適の生活を送り、穏やかに人生の幕を下ろす。

#### 樋口家
樋口惣右衛門（ひぐち そうえもん）
演：高嶋政伸
直江兼続と大国実頼の実父。上田長尾家で勘定奉行を務め、後に家老となる。家族と領民の幸せを何よりも大切にする実直な人物で、生まれや身分で人間を差別しない姿勢は兼続にも影響を与えた。武士でありながら算勘の能力だけで出世してきたため「百姓侍」と陰口を叩かれることもあるが、戦支度に浮き足立つ城内で冷静に薪炭の在庫を確認するなど、侍らしい肝の太さも持つ。与六（兼続）を喜平次（景勝）の小姓に望まれると、侍としての我が子の可能性を広げる為に、反対するお藤を説得した。
上杉謙信の死後に景虎方と北条家の密書を入手し、景勝の後継を磐石にするために金蔵のある春日山城本丸の占拠を兼続・与七（実頼）に命じ、自身は命懸けで景勝を説得して本丸占拠を成功へと導いた。御館の乱が終ると兼続の家老就任を機に一度は上田庄へ身を引くが、程なく直峰城主に任じられる。その後、実子たちよりも年下のよしと再婚。
老いてなお兼続たちを補佐する姿勢を崩さず、米沢移封後は直江家と住居をともにするが、間もなく病没する。
お藤（おふじ）
演：田中美佐子
兼続たち兄弟の生母。惣右衛門の妻で直江景綱の妹。病弱な身でありながら子供達に精一杯の愛情を注ぐ。与六を喜平次の小姓に迎えたいという仙桃院の申し出を当初は幼年を理由に断るが、惣右衛門の説得により引き受けることを決意。別れ難い気持ちを抑え、散っていく紅葉に例えて「己を犠牲にしても主を守る家臣になれ」との教えを授けて送り出す。それ以来、亡くなる直前までは兼続と会うことはなく、臨終の床で兼続と再会した後に息を引き取った。
よし
演：西原亜希
惣右衛門の後妻。継子である兼続や実頼よりも年下であり、兼続・実頼を大いに惑わせた。自由奔放な性格で、惣右衛門との仲は良好だが、少し甘えん坊でもある。
きた
演：江波戸ミロ
惣右衛門とお藤の娘で、兼続・実頼の妹。
お貞（おてい）
演：緑友利恵（少女時代：石井香帆）
惣右衛門とよしの娘。上杉家家臣の色部与三郎に嫁ぐ。兼続・実頼の異母妹(義妹)。
なつ
演：北原ひとみ
樋口家の下女。子守などの家政を担当している。

#### 直江家
お船（おせん）
演：常盤貴子（少女時代：並木瑠璃）
本作のヒロイン。直江景綱の次女。兼続とは従姉にあたり、幼馴染でもある。おてんばな性格で、非常に行動的。姉のお悠とともに美人姉妹として名高く、上杉景勝の初恋の人となる。本人は姉貴風を吹かしながらも、兼続に想いを寄せていた。お悠が仏門に入ることになったため、跡継ぎのいない直江家の後継を得るために婿を取ることになり、長尾景孝（直江信綱）と結婚する。結婚後は家老の妻として上杉家中の出来事に深く関わり、御館の乱では仙桃院への使者を買って出て景虎を降伏へ導く。信綱の急死後、景勝の命で兼続と再婚し、引き続き家老の妻として上杉家を支える。
天下統一後、侍女・青柳を亡くして落胆し、かつ人質としての上洛を拒む菊姫を出産を控えた身をおしてまで説得し、彼女を側で支えるために出産後、幼い子供たちを兼続に託して、菊姫とともに上洛する。上洛後は彼女とともに上方での外交や情報収集に関わった。
関ヶ原戦後は米沢に戻り、家族との交流を深めるが、子供達を相次いで亡くす。その後は景勝の嫡子・玉丸の養育を買って出て、江戸で役目を務めた。
直江景綱（なおえ かげつな）
演：宍戸錠
上杉家の重臣で、与板城主。お船の父で、兼続の伯父。上杉家臣の中でも特に謙信の信頼厚い重臣で、後に家老となる。兼続を上杉家にとって必要な人材と見抜き、何かと気をかけていた。織田信長と対決するために七尾城へ出兵中に体調を崩し、間もなくお万やお船に上杉家の後を託して亡くなった。生前は謙信の後継に景勝を推していた。死を前にして謙信に「第一の家臣」と賞賛される。
妙椿尼（みょうちんに）
（お万 → 妙椿尼）
演：萬田久子
景綱の妻、お船の母。名はお万（おまん）。兼続にとっては義理の伯母にあたり、何かと母に会えない兼続の面倒を見ている。男子のない景綱のために婿養子をとる算段を進めた。景綱の没後は出家し、以降は妙椿尼と号する。謙信が倒れた際には看病に当たり、その立場を利用して「『家督は景勝に』と謙信が遺言した」と偽証する。
直江信綱（なおえ のぶつな）
（長尾景孝 → 直江信綱）
演：山下真司
上野長尾家の出身で、旧名は長尾景孝（ながお かげたか）。後継のない直江家を継ぐためにお船の婿となり、景綱の死後はその家督を継いだ。謙信の死後は景綱の遺志を継いで景勝を支持する。お船と兼続が単なる従姉弟とは思えぬほど親密なことを気にかけており、その猜疑心が夫婦の間に微妙な溝を作ってしまう。また、兼続が時として取る無謀な言動に対し不信感を持っていたが、御館の乱後はその才を認めて家老に推薦し、自身も同じく家老に就任する。だが兼続の家老昇進に真っ向から反対していた家臣との間の内輪揉めによる刃傷沙汰に巻き込まれて瀕死の重傷を負わされ、急報を受けて駆けつけた兼続とお船に「上杉家と直江家を頼む」と言い残して無念の最期を遂げてしまう。
直江勝吉（なおえ かつよし）
（本多政重 → 直江勝吉）
演：黄川田将也
本多正信の次男。兼続の要望によってその婿養子となり、兼続の娘・お松を娶る。本来の役目は上杉家への密偵や権力掌握であり、それを見越していると勘繰っていたために当初は兼続やお松にも心を開かなかった。しかし、兼続の人柄に触れるにつれて、少しずつ態度を改め、お松を亡くした時には涙を流した。その後も嫁を迎えて上杉家に残るも、大坂の陣を前に兼続に大坂の陣では徳川家に味方するように頼んで上杉家を去った。
お悠（おゆう）
演：吉瀬美智子
直江景綱の長女。謙信の側に仕え想いを募らせるが、生涯不犯を誓った謙信にその想いが叶うことはなく、仏門へと入った。
直江景明（なおえ かげあき）
（竹松 → 直江景明）
演：太賀（幼少時代：須田直樹　少年時代：加藤清史郎）
兼続とお船の長男。幼名は竹松（たけまつ）。病弱だが、父譲りの真っ直ぐな性格の持ち主。本多政重が直江家を継ぐと知った際には消沈するも、祖父である惣右衛門の説得によって政重を兄と慕うことを決める。成人後は若手の家臣たちの筆頭格として将来を期待されたが、大坂の陣の後に若くして病没した。
お松（おまつ）
演：逢沢りな（幼少時代：遠藤璃菜　少女時代1：松本春姫　少女時代2：堤望綺）
兼続とお船の長女。兼続の養子となる本多政重（直江勝吉）を婿に迎える。中々心を開かない勝吉（政重）に苦慮する中、米沢に蔓延した疫病で没した。
お梅（おうめ）
演：並木瑠璃（少女時代1：渡邉葵　少女時代2：庭野結芽葉）
兼続とお船の次女。お松に先立ち、疫病にかかって早世する。
かよ
演：あき竹城
お船の侍女。お船が生まれた頃から仕えており、おてんばなお船にいつも振り回されている。一方、兼続に対しては嫌味な態度をとっていたが、兼続が成長していくに従って改めるようになる。直江家の家政を取り仕切り、妙椿尼やお船の手足となって働き、時には兼続やお船に対して母親のように叱咤激励したり、彼らの背中を押すなどして、兼続・お船ら直江家の精神的支えとなった。
志駄義秀（しだ よしひで）
演：信太昌之
直江家配下の与板衆の武将。兼続の部将として兼続の手足となって働く。
一志大夫（いっしだゆう）
演：髙阪剛
兼続が間者として召抱えた山伏・カラス組の頭。

#### 大国家（小国家）
大国実頼（おおくに さねより）
（樋口与七 → 小国実頼 → 大国実頼）
演：小泉孝太郎（少年時代：馬渕誉）
兼続の弟。幼名および通称は与七（よしち）。官職は但馬守。優秀な兄に対して劣等感を持っており、一つでも兄に勝るものを身につけたいとお涼に頼んで茶道の手ほどきを受ける。一方、連歌の才は突出しており、兼続や秀吉にも認められている。幼くして家を出た兼続とは異なり樋口家で育つ。成人後は父とともに坂戸城に出仕し、後に兼続に頼んで春日山城へと赴き景勝の家臣となる。
御館の乱の後、兼続の計らいで小国家を継承するが、妻・お栄と義父母に嫌味を言われる毎日を送っていた。景勝の名代で秀吉の下に赴いたとき、秀吉から官位を授かり、さらに茶々に勧められ苗字を大国と改めたが、そのことで兼続から厳しく叱責される。己の未熟を恥じた実頼は、兄から離れて自分を磨くため上方への居残りを直訴。以後、京都にあって他大名の動向を探るとともに、上杉家と豊臣家との橋渡しの役を果たすこととなる。
しかし、関ヶ原の戦い後は徳川家への恭順姿勢をとる兼続に反発。兼続の娘・お松と本多政重との婚儀を独断で断る暴挙に出たため、これに激怒した兼続に高野山への追放を言い渡されてしまう。
お栄（おえい）
演：小沢真珠
小国重頼の娘で、実頼の妻。非常にプライドの高い女性で、夫の手柄と世間体を気にしており、度々実頼を冷淡な態度で卑下し、時には母と組んで嫌味を垂れ流す。逆に実頼が他の上杉家家臣よりもいち早く官位を授かった時には実頼を褒め称えた。
小国重頼（おぐに しげより）
演：牧村泉三郎
実頼の養父でお栄の父。家柄にこだわり、ことあるごとに家柄の話を持ち出しては、実頼に嫌味を垂れる。
律（りつ）
演：福井裕子
重頼の室で実頼の養母。夫同様、家柄にこだわり、お栄とともに実頼に対して、度々愚痴と嫌味を言いまくる。

### 上杉家

#### 上杉・長尾一門
上杉景勝（うえすぎ かげかつ）
（長尾喜平次 → 上杉景勝）
演：北村一輝（少年時代：溝口琢矢　少年時代吹替：小沢武尊）
上杉家当主。通称は喜平次（きへいじ）。官職は弾正少弼。長尾政景と仙桃院の嫡男。父の急死を受けて上田長尾家の当主となる。父の死への関与を疑い叔父・上杉輝虎（謙信）を小刀で刺して傷を負わせるが、その猛々しさと幼いながらに領民を思う優しい心根に将器を見出した輝虎に望まれて養子となり、禅寺・雲洞庵で修行を始める。感情を面に出すのが苦手な性格のため、当初は小姓たちと打ち解けられずにいた。しかし、自分に素直な感情をぶつけてくる与六と接することで次第に心を開き、深い主従の絆で結ばれてゆく。
謙信の死後、妙椿尼の偽証した遺言によって後継となるが、景虎との間で跡目争い（御館の乱）が起ったことで、身内に弓を引かねばならなくなったことに苦悩するも、兼続の支えで勝利し、謙信の後継者の地位を確立した。御館の乱後は武田家の娘・菊姫と結婚し両家の絆をより深くする一方、兼続を家老に任じる。
武田家滅亡後は織田信長による攻勢で危機に陥るも、本能寺の変が起こって危機を脱した。その後、天下人となった羽柴秀吉との会見に臨み、己の意地よりも越後の民を守るべく上洛を約束するが、派手好みで金や位で君臣の仲を裂こうとする秀吉の姿勢には深い嫌悪を覚える。
秀吉が病に倒れると五大老の一員に加えられ、天下の政にも関わる一方、兼続に上杉家の差配の一切を任せる。また、家康を警戒する秀吉の意を受け、越後から会津への国替えを行う。関ヶ原の戦いにおいて西軍に属したが、淀の方及び豊臣秀頼の取り成しによって取り潰しを免れ、米沢に減封されるが、程なくして妻・菊姫に先立たれてしまう。
上杉謙信（うえすぎ けんしん）
（上杉輝虎 → 上杉謙信）
演：阿部寛
越後の国主で、春日山城主。人々が己の「利」の為に生きる戦国の世にあって敢えて「義」の心（本人曰く「人が人であることの美しさ」）を掲げて戦を行い、関東管領として織田信長や小田原北条氏と対立する。幾多の戦で勝ち続け、神とも毘沙門天の化身とも崇められた。毘沙門天を深く信仰し、生涯不犯の誓いを立てていたために妻を持たず、姉・仙桃院の子である景勝と北条家からの人質である景虎を養子に迎えた。兼続に自分の志を継げる才を見出し、己の身につけたものの全てを教え伝えようとする。織田、北条との戦いを前に病に倒れ、兼続に「そなたの義」と言い残して亡くなった。二人の養子を信頼し分け隔てなく大切にするあまり、家督をいずれに譲るか明言していなかったため、一枚岩を誇っていた上杉家で跡目争いが勃発することとなる。
本能寺の変で織田信長の前に亡霊となって現れ、「天の時、地の利に恵まれていたが、人の和を軽視した」と信長を評した。そしてそれに対し傲然と反論し、「信じるは己のみ」と言い放つ信長に、「さても悲しき男よ」と述べた。
仙桃院（せんとういん）
（桃 → 仙桃院）
演：高島礼子
上杉謙信の姉。長尾政景の正室で、景勝の生母。名は桃。幼い与六に運命的なものを感じ、景勝の小姓として召し出す。以来、与六の母代わりを自認し、成長した兼続も彼女には頭が上がらない。景勝を「北辰の星」、兼続を「北斗の七星」に例えて、兼続に景勝の側近になるようにと説く。謙信の唯一の身内であるために度々相談を受け、謙信の真意を理解できる者が家中にいないことを憂いていた。
謙信の没後は妙椿尼の偽証した遺言を真実とすることを決め、景勝を擁立する一方で内紛回避のために景虎の元を離れず、御館の乱が始まってからも行動をともにする。乱の勃発を止められなかった責任感から、景虎とともに死ぬ覚悟を決めていたが、お船の説得を受けて罪を背負って生き続ける道を選び、御館落城時に上田衆によって救出された。その後は春日山城に戻り、景勝や菊姫を支える。
上杉家の会津移封に際しては、景勝に謙信の遺骸を越後に残すように願い、自らも越後に残る。最期は米沢で息を引き取る。
菊姫（きくひめ）
演：比嘉愛未
景勝の正室。武田信玄の娘で、勝頼の異母妹。勝頼には信玄ほどの器量はないと公言してはばからないなど、思ったことをすぐ口に出す直情的な性格。上杉と武田の同盟の証として景勝に嫁いだ。当初は上杉家に入ることを快くは思っていなかったが、兼続や仙桃院の思いを徐々に理解していく。武田家が滅んだ際には越後を追われる覚悟をしていたが、「夫として守っていく」という景勝の不器用な本心を知り、やっと妻になることができたと実感する。
秀吉の天下統一がなると人質として上洛を命じられ、自害を考えるまでに追い詰められるが、お船の説得を受け、また景勝に改めて自身への愛情を語られたことに励まされ、上洛を決意。お船を伴い上洛すると、北政所や淀殿、他家の奥方との交流を通して上杉家に上方の情報を伝える役目を担う。
関ヶ原戦後、自分の身体が病魔に冒されていることを知り、上杉家存続のために景勝に側室を迎えることを勧め、その直後に息を引き取った。その死を知った景勝は菊姫との死別を深く悲しみ、秀頼への新年の挨拶の際、挨拶の途中で泣き出したほどだった。
上杉景虎（うえすぎ かげとら）
演：玉山鉄二
謙信の養子で、景勝とは義兄弟にあたる。北条氏康の七男で、上杉と北条が同盟を結ぶ際に人質として越後に来た。武骨者の景勝と違い歌舞音曲にも通じており、また「関東一」とも言われる美貌で、春日山城中の女性たちの注目の的となっている。幼い頃から親族に疎まれ、人質として諸家をたらい回しにされた経験から心の奥底に深い孤独と猜疑心を抱えていた。そのため、自分を養子として迎え、家族として接してくれた謙信を強く慕う。
謙信の没後は遺言に従って景勝に当主の座を譲るが、兼続の言動や遠山達配下の讒言から不信感を募らせ、景勝方の春日山城本丸占拠を機に対決を決意。城を出て御館に本拠を移し、実家の北条家や武田家の力を利用して景勝方の壊滅を図る。しかし、情勢は景勝優勢に転じ、御館は陥落。落ち延びる途上の鮫ヶ尾城で景勝に上杉の行く末を託してその命を絶った。
華姫（はなひめ）
演：相武紗季
景勝の妹。景虎に想いを寄せ、謙信と仙桃院の計らいで景虎の妻となる。謙信没後、景勝打倒へと傾いてゆく景虎を支え、景勝と兄妹の縁を切ってでも景虎の側にいると誓った。御館が陥落すると景虎とともに落ち延びるが、その途上の鮫ヶ尾城で景虎の意に従いともに自害した。
道満丸（どうまんまる）
演：村山謙太
上杉景虎と華姫の間に生まれた長男。御館の乱で景虎の降伏の証として景勝へ人質として差し出されるが春日山に向かう途中、降伏に不服ある者に襲われて落命した。
玉丸（たままる）
演：西山潤（幼少時代：林健太郎）
景勝と側室との間に生まれた嫡子。家康の命により江戸に人質にとられる。後にお船の養育を受け、お船を母と呼ぶ。
長尾政景（ながお まさかげ）
演：村田一道
上田長尾家当主で、越後坂戸城主。桃（仙桃院）の夫で、喜平次（景勝）の実父にあたる。野尻湖で宇佐美定満とともに溺死した。その遺体に不審な刀傷があったことから暗殺を疑われ、一時は上田長尾家と上杉家が一触即発の事態となった。

#### 上田衆
泉沢久秀（いずみざわ ひさひで）
（泉沢又五郎 → 泉沢久秀）
演：東幹久（少年時代：柴崎洸守）
上田衆の一人で、幼名および通称は又五郎（またごろう）。喜平次付の小姓に選ばれ、ともに雲洞庵で修行する。年下の与六のことを「おチビ」と呼んで、よく喧嘩をしていた。以後は兼続の一番の親友となる。兼続が刈安兵庫と斬り合いに及んだ際にはその場に居合わせ、兼続とともに蟄居を命じられた。景勝にとっては兼続に次ぐ信任があり、そのため兼続とともに御館の乱の戦功により家老に抜擢される。上田衆きっての槍の名手で、謙信より賜った槍を大切にしていたが、その槍を巡る誤解で幸村にあらぬ疑いをかけてしまうが、後に誤解が解けてからは幸村の精神的成長もあって意気投合した。
上杉家が会津に国替えとなることが決まると当初は反対するが、兼続の意を受け、越後に帰還する時のために残しておく人間を家中から選抜する役目を担当。自らも妻の反対を押し切って息子達を越後に残す。
お慶（およし）
演：国分佐智子
泉沢久秀の妻。直江家との親交も深く、本多政重とお松の婚儀でも手伝いをしている。
泉沢久信（いずみざわ ひさのぶ）
演：真鍋卓也
久秀の長男。上杉家の会津移封の際には、総領息子であるために父とともに会津へ移る。後に大坂の陣で戦没したことが語られている。
泉沢又次郎（いずみざわ またじろう）
演：草川拓弥
久秀の次男。上杉家の会津移封の際には、父の方針で越後に残る。
泉沢弥三郎（いずみざわ やさぶろう）
演：堀川裕生
久秀の三男。上杉家の会津移封の際には、父の方針で越後に残る。
栗林政頼（くりばやし まさより）
演：平泉成
上田長尾家の家老。長尾政景の没後も引き続き景勝の家老として坂戸城を守る。謙信没後の家督争いでは、北条家出身の景虎が上杉家の後継になることに反対する。御館の乱では坂戸城を基点に深沢とともに北条軍の北上を阻止。織田軍が越後に迫ると深沢やカラス組を率い数百の兵で織田方の滝川一益率いる数千の軍勢を撃退する。その後、病床に伏せるが見舞いに来た景勝に「上洛しても上杉の誇りは捨てないで欲しい」と思いを語った。
安部政吉（あべ まさよし）
（安部仁介 → 安部政吉）
演：葛山信吾（少年時代：伊藤大翔）
幼名および通称は仁介（じんすけ）、通称は右衛門尉。雲洞庵時代から景勝に仕えている。上田衆若手のリーダー格で、最年少の兼続のことをよく気にかけている。また血気盛んな同僚たちとは一線を画す冷静さも持ち合わせている。御館の乱の戦功で栃尾城主に任命される。
織田軍の上杉侵攻が始まると自ら志願して吉江とともに魚津に向かう。景勝の降伏命令には他の魚津城将とともに拒否。命令を伝えに来た兼続に上杉の魂を託して景勝の陣へ戻す。その後も篭城戦を続けるが劣勢を覆すことはできず、魚津城落城に際し吉江らとともに自害した。勝政という弟がいる。
深沢利重（ふかざわ とししげ）
演：鈴木正幸
上田長尾家の家老。深沢弥七郎の叔父。政景の没後は跡を継いだ景勝の家老となり、景勝や栗林を支える。
甘糟景継（あまかす かげつぐ）
（登坂藤丸 → 登坂藤右衛門 → 甘糟景継）
演：パパイヤ鈴木（少年時代：新井海人）
幼名は藤丸（ふじまる）、当初は登坂藤右衛門（のぼりさか とうえもん）を名乗っていた。雲洞庵時代から景勝に仕えている。やや直情的な性格。「上杉のしんがりは自分の役目」とも豪語する。御館の乱以降、他の上田衆とともに出世していく。会津時代では白石城主となって伊達政宗に備えるも、侵攻する伊達軍に敗れた。戦後は内政を担当し、兼続が隠退の意を固めた時は説得を試みている。
桜井晴吉（さくらい はるよし）
（桜井三介 → 桜井晴吉）
演：松尾諭（少年時代：荒井健太郎）
幼名および通称は三介（さんすけ）。雲洞庵時代から景勝に仕えている。兼続たちとともに順当に出世をしていく。関ヶ原戦後、混迷する上杉家財政を救うために率先して領内の開墾を行う。
山岸尚家（やまぎし なおいえ）
（深沢弥吉 → 深沢弥七郎 → 山岸尚家）
演：松本実（少年時代：三村和敬）
幼名および通称は弥吉（やきち）。深沢利重の甥で、当初の名は深沢弥七郎（ふかざわ やしちろう）。雲洞庵時代から景勝に仕えている。兼続・久秀・景継・晴吉とともに上杉の重臣となっていく。

#### その他の家臣
吉江宗信（よしえ むねのぶ）
演：山本圭
上杉家の重臣。謙信の後継に景勝を推す。上杉家の誇りを第一と考えているため、武田家との和睦を発案した兼続に対し不満を持っていたが、御館の乱後はその才能を認め、上杉家の家老に推薦する。織田軍の北陸攻めで越後の守りの要として魚津に向かい、多勢に無勢の中奮闘。景勝本隊の援軍が到着するまで見事に持ちこたえる。しかし、景勝本隊は兼続の策に従い転進、景勝は魚津城の諸将に「降伏して生きて越後に戻れ」との命を下す。しかし、吉江らはこれを良しとせず、兼続に上杉の将来を託し、自らは上杉の侍として戦いの内に死すことを選び、景勝の撤退後、遂に力尽き、他の守将らとともに自刃して果てる。
北条高広（きたじょう たかひろ）
演：新井康弘
上杉家の重臣。当初は景勝の武勇を認めていたが、次第に寡黙な景勝より才気煥発な景虎に上杉家の後継の器を見出すようになる。謙信の死後は景勝が後継となることによる上田衆の台頭を警戒し、景虎を擁立する。景虎方の中で最も奮戦するが景勝方が優勢となる中、何者かに殺される。
柿崎晴家（かきざき はるいえ）
演：角田信朗
上杉家の重臣。謙信の後継に景虎を推す。妙椿尼の偽証した遺言によって後継が景勝に決まると、その遺言に不審を抱いて景勝の屋敷に夜討ちをかけたが、上田衆に返り討ちにされた。
宇佐美定満（うさみ さだみつ）
演：真木仁
上杉家の家臣。輝虎（謙信）の参謀。長尾政景と野尻湖の舟上で宴会の最中、政景とともに突然湖に落ちてそのまま溺死した。上田長尾家では輝虎の命で政景を謀殺したのではないかとの憶測がなされた。
本庄秀綱（ほんじょう ひでつな）
演：外川貴博
御館の乱で景虎方に与する。
神余親綱（かなまり ちかつな）
演：祖父江進
御館の乱で景虎方に与する。景虎のためには命も惜しまないと宣言した。
上条政繁（じょうじょう まさしげ）
演：鷲生功
御館の乱で景勝方に与する。当初、兼続の家老就任には反対の意向を示していた。織田信長の甲斐侵攻の際に武田への援軍に派遣される。
山崎専柳斎（やまざき せんりゅうさい）
演：石井洋祐
御館の乱で景勝方に与する。乱後の兼続の家老就任には反対していたが、それを知らない毛利秀広に詰め寄られ、口論の末に止めに入った直江信綱とともに毛利に斬殺された。
毛利秀広（もうり ひでひろ）
演：長谷川公彦
御館の乱後、兼続を含めた上田衆を重用する景勝の方針に最も反発していたため、兼続の家老就任を知って激怒し、山崎専柳斎に激しく詰め寄った所を直江信綱が止めに入ったことで更に激昂して二人を殺害する。間もなく駆けつけた家臣に自らも斬殺された。
竹俣慶綱（たけのまた よしつな）
演：平川和宏
通称は三河守。吉江宗信や安部政吉らとともに魚津城で籠城する。落城に当たって中条景泰と互いを刺し違えて自害した。
中条景泰（なかじょう かげやす）
演：白川侑二朗
通称は越前守。魚津城に籠城した家臣の一人で、他の諸将と比べて若い武将。竹俣慶綱と刺し違えて自害する。
山本寺景長（さんぽんじ かげなが）
演：鈴木一功
魚津城に籠城した武将の一人。魚津城本丸が織田軍の攻勢にさらされる中で抗戦するも、乱戦の中で戦死した。
松田勝重（まつだ かつしげ）
演：剣持直明
関ヶ原の戦いの後に登場。戦後に大幅な減封となった上杉家の財政を案じ、家臣たちが路頭に迷うことを懸念していた。
井上高広（いのうえ たかひろ）
演：並木史朗
関ヶ原の戦いの後に登場した譜代の家臣。財政難に陥る見通しとなった上杉家の未来を案じている。
白井義忠（しらい よしただ）
演：小林博
関ヶ原の戦いの後に登場。突然の米沢移封に動揺し、上杉家の財政難を指摘する。
市川景清（いちかわ かげきよ）
演：安田暁
関ヶ原の戦いの後に登場。米沢移封後、家臣たちが百姓同様の生活を送るようになることを懸念した。後に桜井晴吉に従って開墾作業に従事している。
長沼満政（ながぬま みつまさ）
演：峯村淳二
関ヶ原の戦いの後に登場。戦後の大幅な減封により一気に暮らしが窮乏する。そのため、兼続に石高を増やす目論見があるかを訪ねた。
色部与三郎（いろべ よさぶろう）
演：長町太郎
上杉家の家臣。樋口惣右衛門の娘お貞を娶る。
上泉秀綱（かみいずみ ひでつな）
演：林邦史朗
大坂の陣で登場。戦場に怯む直江景明を叱咤する。

#### 上杉景虎の家臣
刈安兵庫（かりやす ひょうご）
演：三池崇史
左目を眼帯で覆っている。初陣で敵兵を殺すことのできなかった兼続を罵倒し、さらにその主君である景勝にまで侮辱が及んだために斬り合いに発展する。その結果、兼続は私闘を咎められて蟄居を命じられた。謙信没後は景虎の家督奪取のために従軍し、遠山の命を受け春日山城本丸を抑えようとして上田衆と対峙したが撃退された。御館が陥落する際に討死。
池上彦五郎（いけがみ ひこごろう）
演：松原正隆
兼続の初陣の際、兼続が敵兵を殺すことを躊躇している時にその敵兵に斬りかかる。しかし敵兵に同情した兼続によって妨げられて敵兵の反撃を食らい、負傷する。その後、青木・西山らとともに越後と信濃を結ぶ関所で門番をしている。
青木作蔵（あおき さくぞう）
演：前田淳
敵兵を逃がしてしまった兼続を腰抜けと非難する。犬に上杉景勝の幼名である「喜平次」と名付けてからかっていたため、兼続・久秀と一触即発となる。その後、池上・西山らとともに越後と信濃を結ぶ関所で門番をしている。
西山勘左衛門（にしやま かんざえもん）
演：杉山俊介
兼続が敵兵を逃がしてしまったことを憤り、その主君である景勝の器量を疑う発言をした。青木作蔵とともに犬に上杉景勝の幼名である「喜平次」と名付けてからかった。その後、池上・青木らとともに越後と信濃を結ぶ関所で門番をしている。

#### 侍女
青柳（あおやぎ）
演：山口果林
菊姫の侍女。武田家から菊姫とともに上杉家に入る。当初は菊姫とともに景勝たちを邪険にしていたが、景勝の本心を菊姫とともに聞いたことで態度を改める。その後の出番はないが菊姫が秀吉の命によって上京する前に亡くなっていたことが、お船の口から語られている。なお、あやめが侍女として仕えるまでの間、お船が菊姫の侍女を代行していた。
小笹（こざさ）
演：野田よしこ
仙桃院の侍女。仙桃院に側近として仕える。奥向きのことについても担当することがある。上杉家の会津移封の際、仙桃院が越後に残るとそれに従った。後に仙桃院が米沢に入るとそれに従い、仙桃院の最期を看取った。
千草（ちぐさ）
演：飛鳥井みや
仙桃院の侍女。小笹とともに仙桃院の側近を務める。仙桃院が米沢に没するまで、その傍で仕えた。
あやめ
演：工藤あさぎ
菊姫の侍女。菊姫上洛後に仕えるようになる。

### 豊臣政権

#### 豊臣（羽柴）家
豊臣秀吉（とよとみ ひでよし）
（木下藤吉郎 → 羽柴秀吉 → 豊臣秀吉）
演：笹野高史
当初は織田信長の家臣で、初名は木下藤吉郎（きのした とうきちろう）。後に羽柴（はしば）秀吉（官職は筑前守）と名乗る。信長からは「猿」とあだ名される。明るい口振りで人心を得る術を心得ており人を持ち上げるのが上手いが、一方では冷酷な策士としての顔も持つ。また「趣味」と公言するほどの女好きだが、妻のおねには頭が上がらない。己の出自が低く、子飼の家臣が少ないことから金品や官位で人心を集めようとする癖がある。
本能寺の変後、明智光秀を討ち取り、信長の嫡孫・三法師を跡継ぎと推し、その後見として織田家中で発言力を増す。そして柴田勝家を討ち、関白に就任する。上杉を従わせるため自ら越後に赴き、落水の会見で景勝に上洛を促す。景勝が上洛すると、上杉家を「東国の守護神」と称して持ち上げる一方で、兼続の引き抜きを画策するが失敗する。上杉家を頼りにし、兼続を「天下の器」と評して気に入っているが、無口で利では動かない景勝を苦手としている。
その後、小田原攻めで北条を滅ぼして天下統一を果たすが、愛息・鶴松の死をきっかけに家督を甥の秀次に譲り太閤となった。しかし、これを境に朝鮮出兵や伏見城の築城、さらに次子・拾の誕生で邪魔になった秀次の一族を処刑するなど常軌を逸した行動をとるようになってゆく。やがて病に倒れ、三成に豊臣の天下を守るよう遺言して亡くなった。
高台院（こうだいいん）
（北政所 → 高台院）
演：富司純子
秀吉の正室。名は「おね」。
秀吉の側室の茶々（淀）を快く思っていなかった。それに付け込んだ家康が接近する。秀吉の没後高台院と号する。家康との関係を緊迫化させていく淀に諫言をするも、かつて自らがとってきた態度が裏目に出て、一蹴されてしまう。
淀（よど）
（茶々 → 淀）
演：深田恭子
秀吉の側室。北近江小谷城主浅井長政と織田信長の妹・市の長女。元の名は茶々（ちゃちゃ）。天真爛漫で思ったことをすぐ口にする性格が北政所に嫌われている。
秀吉との間に鶴松を授かり、北政所に並ぶ権勢を得る。鶴松が亡くなり悲しみに沈む自分を励ましてくれた菊姫とは、「信長の姪、信玄の娘」という過去の因縁を超えた友情で結ばれる。それは、関ヶ原の戦いの後、戦いの火種となった会津征伐の責めを負わされる事となった上杉家への処分を巡り、家康に対して減免懇願の書状を送るなど菊姫と上杉家への配慮にも繋がり、また大坂夏の陣での千姫返上の際、真田幸村を通じて上杉家へ助力を懇願する等、終生、その友情は絶えることはなかった。鶴松死去から２年後、拾（秀頼）を生み次期当主の母として再び権勢を取り戻し豊臣家の家政を仕切る。秀吉の死後は台頭する家康を牽制するも、その挑発にのって大坂の陣を引き起こす。最期は豊臣家の誇りとともに、秀頼とともに自害して果てた。
豊臣秀次（とよとみ ひでつぐ）
演：眞島秀和
秀吉の甥で養子。豊臣家の家督を継ぎ関白に就任。しかし秀吉に実子・拾が生まれると次第に疎まれるようになる。その後、謀反の疑いで高野山に追放された後に自害する。また妻子に至るまで全員斬首された。
鶴松（つるまつ）
演：池澤功貢
秀吉の嫡子。秀吉待望の嫡男であったが、わずか三歳で亡くなった。
小早川秀秋（こばやかわ ひであき）
（豊臣秀俊 → 小早川秀俊 → 小早川秀秋）
演：上地雄輔
北政所の甥で、秀吉の養子。気弱な性格で兼続と景勝を頼りにしている。当初は秀次と並んで秀吉の有力な後継者と見られていたが、実子・拾（秀頼）が生まれたことから秀吉に疎まれ、小早川家に養子に出される。
関ヶ原の戦いでは当初は西軍に属していたが、三成を信用しきれなかったことに加えて、家康軍による鉄砲の威嚇で東軍に寝返り、戦の勝敗を決することになる。戦後は家康の豊臣家に対する処理に不満を持ち、三成を裏切ったことを後悔する。兼続に三成の遺言を伝え、裏切りの罪滅ぼしとして病身を押して上杉家存続に尽力し、上杉家の行く末を案じながら短い生涯を終える。
豊臣秀頼（とよとみ ひでより）
（拾 → 豊臣秀頼）
演：中村倫也（幼少時代1：伊藤悠翔　幼少時代2：小林海人　少年時代：吉岡澪皇）
鶴松に次いで生まれた秀吉の子。幼名は拾（ひろい）。秀吉の死後、豊臣家の当主となる。家康の孫娘・千姫を迎えて徳川家との融和を図っていたが、大坂の陣で豊臣家とともに滅びた。
千姫（せんひめ）
演：川島海荷（少女時代：田辺桃子）
秀忠の娘。祖父である家康の命で秀頼の元に嫁ぐ。秀頼との仲は非常に良かったが、家康が起こした大坂の陣によって豊臣家は滅亡してしまう。その際に豊臣家に殉じようとするも淀や秀頼に諭され、兼続や真田幸村の活躍によって生き延びた。その後、父や祖父の元に戻るが、豊臣家を滅ぼした家康を一生許さないと言い放ち、家康に衝撃を与えた。

#### 豊臣家臣とその一族
石田三成（いしだ みつなり）
（石田佐吉 → 石田三成）
演：小栗旬
豊臣（羽柴）家の家臣。若いときから小姓として秀吉に仕えた。切れ者だが他人を見下すような言動のため、同じ秀吉の小姓上がりである仲間たちからあまり好かれていない。官職は治部少輔。
兼続が織田信長に面会しに岐阜城を訪れた際に初めて出会う。当初は信長に対し真っ向から異議を唱える兼続の直情径行ともとれる性格を好ましく思っていなかった。信長に自分の家臣になるよう誘われるが、天の運命には逆らえぬと断った。
上杉家との会見のため越後に赴くまでは兼続を蔑んでいたが、兼続のことを知るにつれ「民のためなら阿呆にもなれる男」と評し、唯一信頼することができる親友となる。秀吉が太閤となった後も朝鮮出兵や秀次一族の処刑などを取り仕切り、その為に生じた諸大名の不満を秀吉に代わって一身に受ける。秀吉が病に倒れると五奉行の一人に就任する。
秀吉の死後は病身の前田利家に代わって秀頼を守り立て、専横を極める家康の打倒を画策する。しかし福島正則らに屋敷を襲撃され、奉行を解任されて領地の佐和山での蟄居を命じられる。その後、大谷吉継、宇喜多秀家らとともに挙兵するも関ヶ原の戦いで敗れ、京にて斬首された。「生きて我等の正義を後世に伝えよ」との遺言は、小早川秀秋を介して兼続に伝えられた。
島左近（しま さこん）
演：若林豪
石田三成の家臣。実名は勝猛。関ヶ原の戦いで獅子奮迅の活躍を見せるが、三成を逃がすため自ら犠牲となって東軍に突撃して戦場に消える。
前田利家（まえだ としいえ）
演：宇津井健
秀吉の片腕にして加賀、能登、越中を治める大名。通称は又左。
元は織田信長の家臣。秀吉とは古くからの馴染みで、君臣との間柄になっても「藤吉郎」「又左」と呼び合ったり、気軽に腕相撲をする仲である。
上洛する景勝一行を加賀で出迎え、上杉主従に助言を与える。秀吉が病に倒れると五大老の一員となる。秀吉の死後は五大老の筆頭として秀頼の守役となるが、病身で思うように動けず家康の専横を許す。兼続の相談を受けた利家は、見舞に訪れた家康に短刀を突きつけて脅し「豊臣家への忠誠」を誓わせるが、その後間もなく病死した。
前田利長（まえだ としなが）
演：尾上松也
利家の嫡子。利家の死後前田家の家督と五大老の職を引き継ぐが、家康に謀反の疑いを掛けられ、苦悶の末に母・まつを人質として差し出した。
福島正則（ふくしま まさのり）
演：石原良純
秀吉の重臣。同じ小姓上がりの三成のことを快く思っていない。
秀吉の死後は徳川家康に接近。加藤清正らと三成襲撃事件を起こす。関ヶ原の戦いで東軍の主力部隊として活躍するが、戦後は家康の豊臣家への冷遇を目の当たりにし、三成こそ豊臣家のために闘っていたことを知り、家康に味方したことを後悔するようになる。その後は家康を警戒するようになるが、大坂の陣を前に家康に一蹴され、泉下の秀吉に不覚を詫びる。
伊久（いく）
演：青山倫子
正則の妻。淀の腰巾着であったが、鶴松が亡くなると淀の元を離れた。関ヶ原の戦いの際には西軍によって大坂城に軟禁される。
大谷吉継（おおたに よしつぐ）
演：津田寛治
越前敦賀城主。通称は刑部。三成の盟友。重病の身であったが、三成の要請に応えて輿に乗って出陣する。関ヶ原の戦いで奮戦するも、小早川秀秋の反転によって瓦解し、自刃した。
湯浅五助（ゆあさ ごすけ）
演：矢柴俊博
吉継の家臣。身重な吉継を支える側近。関ヶ原の戦いに敗れて自害する吉継の遺言を聞き届け、介錯を行った。
宇喜多秀家（うきたひでいえ）
演：須賀貴匡
秀吉の養子の一人で、秀吉を親父様と慕っている。秀吉が病に倒れると家康・景勝らとともに五大老に列せられる。秀吉死後は三成と協力して家康打倒を図り、関ヶ原の戦いで奮戦する。しかし小早川秀秋の裏切りによって戦局は傾き、秀秋への報復を叫びながら敗戦を迎えた。
加藤清正（かとう きよまさ）
演：高橋努
秀吉の家臣。福島正則と同様三成のことをよく思っていない。秀吉死後は正則とともに家康に接近するも、戦後は豊臣家を蔑にする家康を警戒するようになる。
亜也（あや）
演：おおたにまいこ
清正の妻。伊久や里とともに行動している。関ヶ原の戦いの際には西軍によって大坂城に入城する。
浅野長政（あさの ながまさ）
演：中島久之
秀吉の家臣。秀吉の側近であり、また武将として小田原の陣などに従軍している。秀吉が病に倒れると五奉行の一員となる。
藤堂高虎（とうどう たかとら）
演：一岡裕人
元は秀吉配下の大名。関ヶ原の戦いで家康につき、敗戦後も堂々としている上杉家を非難する。
黒田長政（くろだ ながまさ）
演：佐藤洸
豊臣政権下の大名。関ヶ原の戦いでは家康につき、敗戦後も堂々とする上杉家を見下した発言をしている。
里（さと）
演：桜田聖子
黒田長政の妻。伊久や亜也とともに淀に取り入っていたが、鶴松の死後はその元を離れる。関ヶ原の戦いの際には大坂城で西軍の人質となる。
堀秀治（ほり ひではる）
演：かなやす慶行
秀吉配下の大名。上杉の会津国替え後、春日山城主となる。春日山城に残された謙信の遺骸の扱いに困り、引き取るように景勝に要請している。後に景勝謀反の報を家康に伝え、関ヶ原の戦いの遠因となる。
小西行長（こにし ゆきなが）
演：山田洋
秀吉配下の大名。武将として朝鮮出兵などに従った。関ヶ原の戦いでは三成とともに西軍に属する。
長宗我部盛親（ちょうそかべ もりちか）
演：川野誠一
豊臣政権下の大名。関ヶ原の戦いで西軍に属するも、軍を動かすことはなかった。後に大坂の陣で豊臣方となる。
杉原重治（すぎはら しげはる）
演：つじしんめい
小早川秀秋の老臣。関ヶ原の戦いで去就を明らかにしない秀秋に振り回される。
増田長盛（ました ながもり）
演：沼田隆兵
五奉行の一人。関ヶ原の戦い後は改易される。
長束正家（なつか まさいえ）
演：菊地真之
五奉行の一人。西軍の先遣隊として伊勢路を攻める。関ヶ原の戦い後は自害する。
前田玄以（まえだ げんい）
演：梁瀬龍洋
五奉行の一人。

### 江戸幕府

#### 徳川家
徳川家康（とくがわ いえやす）
演：松方弘樹
三河、遠江を治め、浜松を居城とする戦国大名。後の通称は「内府」。頭のてっぺんに小さな瘤があり、それを隠すために常に小さな帽子のようなものを被っているが、秀吉の死後は瘤を晒すようになる。
信長と同盟を結んで武田討伐の機会をうかがっていたが、その武田と上杉の同盟に、謙信亡き後の上杉家に新たな策士が存在すると感じ取り、服部半蔵に命じて越後に探りを入れる。信長を同盟者と信じている一方で恐れてもいる。
信長亡き後は秀吉と睨み合いになるが少しでも己の勢力を広めようと、信濃の真田領に狙いを定め上田に進軍し真田軍と交戦するが撃退された。その後、秀吉の上洛要請に上杉家が応じたことや秀吉が妹の朝日姫を人質として差し出したことから上洛し秀吉に臣従するが、天下人への野望は捨てておらず密かに北条・伊達と通じる。
天下統一が成ると、その力を警戒した秀吉によって関東へ移封となる。朝鮮出兵や秀次一家の処刑で生じた諸大名の不満に乗じ、勢力を伸ばそうと画策するが、兼続の献策により設置された五大老の一員とされたことで、その動きを封じられた。
秀吉が死ぬと天下を目指して動き出し、他大名との無断での婚姻で勢力を拡げるなど専横を極め、これを除こうとする兼続・三成らと対立する。関ヶ原の戦いで石田三成を破り、戦後に征夷大将軍に任じられて江戸に幕府を開く。その後、将軍職を息子の秀忠に譲ることによって豊臣家と決別。大坂の陣で豊臣家を滅ぼす。戦後は兼続と伊達政宗に秀忠のことを託し、間もなく亡くなった。
徳川秀忠（とくがわ ひでただ）
演：中川晃教
家康の嫡男。家康によって二代将軍となる。娘の千姫がいる豊臣家を滅ぼすことを躊躇しており、父との関係に溝を作っていた。伊達政宗と親交があり、その縁で兼続とも知り合い、何かと頼りにするようになる。
朝日姫（あさひひめ）
演：平田敦子
家康の正室で、秀吉の妹。兄の秀吉の命令で人質として豊臣家から家康に嫁いだ。

#### 徳川家臣とその一族
本多正信（ほんだ まさのぶ）
演：松山政路
家康の重臣。通称は佐渡守。家康の謀臣として数々の献策を行っている。関ヶ原の戦い後は上杉家との交渉を担当し、兼続の提案によって次男の政重を直江家に送り込む。
本多正純（ほんだ まさずみ）
演：蟹江一平
本多正信の長男。父とともに家康の謀臣として仕えている。父より感情的な性格だが、確かな判断力を備えている。後に上杉家との交渉役としても働いている。
榊原康政（さかきばら やすまさ）
演：川野太郎
家康の家臣。やや血気盛んな性格。関ヶ原の戦い後、大国実頼が引き起こした本多政重養子解消の騒動で、家康の意向を兼続に伝えて上杉家を恫喝する。
遠山康光（とおやま やすみつ）
演：螢雪次朗
通称は左衛門尉。元は北条家の家臣で、越後で景虎に仕えている。謙信が没すると裏で諸将らと通じ、独断で景虎を後継にしようと暗躍する。当初は景虎を利用しようと画策していたが、後に景虎を大将の器と認識を改める。御館落城の際、北条家へ身を寄せるようとの提案を拒絶し自害を決意した景虎を見捨て、北条家へ戻った。
その後は北条家臣として徳川家康と密に交渉したり、小田原城が落城し北条家が滅亡した後は徳川家に仕官し、関ヶ原の戦いで小早川秀秋に寝返りを促す使者をつとめたり、大坂冬の陣のきっかけとなった方広寺の鐘に刻まれた銘が「家康を呪ったものである」と家康に進言するなど、常に兼続と敵対する勢力の中で暗躍する。
井伊直政（いい なおまさ）/ 酒井忠次（さかい ただつぐ）
演：長森雅人（井伊）/ 飯島大介（酒井）
家康の家臣。

### 戦国大名たち

#### 織田家
織田信長（おだ のぶなが）
演：吉川晃司
織田家当主。尾張の一大名であったが、足利義昭を将軍に奉じていち早く京を制圧する。さらに室町幕府と自身に敵対する大名を滅ぼし、畿内を中心に10カ国以上を支配下に治めた。天下を治めるという目的のためには手段を選ばず、自らの意にそぐわない者は冷徹に処断した。謙信の武力を警戒する一方で、信長の人となりを見定めるべく上杉家の使者として訪れた兼続に対し、謙信の掲げる「義」を戦いの口実に過ぎないと切り捨てており、断末魔に現れた謙信の亡霊に対しても、「きれいごとではこの世は治らぬ」と言い放っていた。天下統一事業を着々と進め、武田家を滅ぼし、上杉討伐にも王手をかけていたが、本能寺の変で明智光秀の謀反により命を落とす。自身の思いを理解し合える相手に恵まれず、唯一初音にのみ本心を打ち明け、逆に彼女から助言を受けることもあった。
三法師（さんぽうし）
演：西本晴紀
信長の嫡孫。信長の死後、秀吉によって擁立される。
明智光秀（あけち みつひで）
演：鶴見辰吾
織田家の重臣。上杉謙信にも尊敬の念を抱いている。衆人の前で信長に折檻されたり、備中に出陣し秀吉の下につくよう命じられると次第に反発心を覚え、ついには本能寺の変を引き起こす。しかし、羽柴秀吉に山崎の戦いで敗れ、自身も落ち延びる途上で落ち武者狩りに遭い、非業の死を遂げる。
柴田勝家（しばた かついえ）
演：菅田俊
織田家の筆頭家老。手取川で謙信率いる上杉軍と交戦し大敗を喫した。謙信の死後、前田利家や佐々成政を率いて加賀、能登を平定し越中の魚津まで兵を進めるが、本能寺の変の報せを受け魚津から撤退する。その後、信長の後継者争いで秀吉に敗れる。

#### 武田家
武田勝頼（たけだ かつより）
演：市川笑也
甲斐の大名。武田信玄の四男。信玄の死後、武田家の当主になるが、長篠の戦いで信長に大敗する。家臣をまとめる為に実績を欲し、北条氏の誘いに乗って御館の乱への介入を画策するが、兼続が持参した黄金を条件に景勝方と同盟を結んだ。さらに同盟の証として妹の菊姫を景勝に嫁がせる。その後、織田の猛攻に上杉から援軍を送られるが武田の誇りと意地をかけ、守備が万全だという返答をする。しかし、家臣の裏切りに遭い、信長に追い詰められ自害、武田家は滅亡する。
高坂弾正昌信（こうさか だんじょう まさのぶ）
演：大出俊
武田家の重臣。信濃海津城主。川中島を訪れた兼続と久秀に出くわし、二人を不審に思い追っ手を差し向けた。武田軍が上洛中に「信玄の懐刀」と呼ばれる高坂が川中島にいることを怪しんだ兼続は、信玄の身に異変が起きたことを察知する。
御館の乱に介入することを画策する勝頼には強く反対するが、海津城まで出陣することになる。当時既に病で余命幾ばくもなかったが、海津城へ和議に赴いた兼続と面会し、武田が兵を退くならば上野、信濃の上杉領を武田方へ譲るという申し出を承諾。武田勢は兵を退くが、程なくして亡くなった。

#### 真田家
初音（はつね）
演：長澤まさみ
昌幸の娘で幸村の異母姉。母の身分が低かったがために、忍びとして育てられた。小さな鈴を身につけており、鈴の音とともに相手の前に現れることがよくある。
信長に間者として仕え、織田家と付き合いのある京の豪商の娘と名乗り、使者として越後へとやって来た際に兼続と出会う。信長を危険視していた原作と対照的に、本作では信長に好意的で、本能寺の変の際には光秀に非難の言葉をぶつけていた。
信長亡き後、真田家に戻ったが、北条家と好を通じるため人質として小田原城に送られ、逃げだしたために真田家から命を狙われた。しかし、三成が秀吉に助命嘆願したことにより自由の身となり、以後は三成の側にいることを選んだ。関ヶ原で三成が破れると伊吹山に潜伏する手助けをするが、三成は甲斐なく捕らえられ、その最期を見届けた。後に晩年の兼続を訪ね、南蛮船に乗って旅に出ることを伝える。
真田幸村（さなだ ゆきむら）
演：城田優
昌幸の次男。上杉家との同盟を望む真田家より人質として春日山城に入る。当初は兼続や越後の人々を信頼していなかったが徳川軍が上田に侵入した際の兼続の義ある上杉のやり方に惚れ込み、戦が終ると越後に戻り兼続に弟子入りする。その後、真田家が豊臣家に臣従したため人質として大坂城に入り、秀吉の近習となった。関ヶ原の戦い後、西軍に属したため高野山に追放される。その後、大坂の陣で豊臣方として活躍するが、敗戦の色が濃くなり落城間際に兼続の意を受けて千姫を逃がし、その後に戦死する。
真田昌幸（さなだ まさゆき）
演：岩松了
信濃の小大名。初音や幸村の父。情勢に応じて様々な勢力を主家とし、また裏切るなど家の繁栄や安泰のためには手段を選ばない。
その一方で北条攻めでの敵に対しても礼節を持って接する上杉のやり方には感服した。関ヶ原の戦い後、敗北した西軍に属したため息子の幸村とともに高野山に追放される。
猿飛佐助（さるとび さすけ）
演：白倉裕二
真田家の忍。北条家の人質となるはずであった初音が脱走すると、その行方を追うために上方に派遣される。

#### 北条家
北条氏政（ほうじょう うじまさ）
演：伊吹吾郎
関東一帯に勢力を持つ戦国大名。小田原城主。上杉景虎の実兄にあたり、御館の乱に際しては景虎に援兵を差し向ける。しかし以前は景虎を養子に出しながら謙信率いる上杉家と幾度となく対立しており、景虎からは信頼されていない。
秀吉の天下を認めず、徳川・伊達と手を組んでこれに対抗しようとした。当初は徳川・伊達との同盟や難攻不落の小田原城を頼りに強気の姿勢をとっていたが、頼みの家康に裏切られ、伊達政宗も秀吉に降り、遂には小田原城の眼前に姿を現した石垣山一夜城を目の当たりにし、戦意を失い自刃。北条家は滅亡する。
北条氏直（ほうじょう うじなお）
演：神木優
氏政の嫡子で、北条家の家督を継ぐ。氏政の秀吉に対する徹底抗戦に従って小田原城に籠るも、秀吉の圧倒的な軍事力を目の当たりにして氏政に降伏を勧める。戦後は高野山に追放された。
大道寺政繁（だいどうじ まさしげ）
演：ささきいさお
北条家の家臣。松井田城将として上杉・前田・真田の軍に抗するが、その圧倒的な戦力に降伏。降伏後の景勝・兼続主従の自らへの待遇に感激する。

#### 毛利家
毛利輝元（もうり てるもと）
演：中尾彬
中国地方に勢力を持つ戦国大名。戦国の雄・毛利元就の孫。
秀吉から豊臣秀俊を養子に迎えるよう打診されると、これを上杉家に押し付けようとした。秀吉が病に倒れると家康らとともに大老衆に列せられ、後に五大老の一員となる。関ヶ原の戦いでは西軍の総大将となるが、西軍が敗れたことにより、周防・長門2か国に減封。隠居後に兼続と再会し、関ヶ原の戦いで自ら戦場に赴かなかったことを後悔する発言を残す。
小早川隆景（こばやかわ たかかげ）
演：横内正
毛利家の重臣。輝元の叔父。毛利元就の三男。秀吉から毛利本家に押し付けられた秀俊を代わって養子に迎える。秀吉が病に倒れると輝元とともに大老衆に列せられる。
毛利秀元（もうり ひでもと）
演：水間貴弘
輝元の従兄弟にして、豊臣配下大名の一人。関ヶ原の戦いでは輝元の名代として本戦に出陣するも、軍を動かすことはなかった。

#### 伊達家
伊達政宗（だて まさむね）
演：松田龍平
奥羽の戦国大名。伊達家当主。通称は陸奥守。教養高い文武両道の人物ではあるが、戦での戦いぶりから「残虐非道な戦の鬼」と恐れられる。天下を統一しようとする秀吉に対抗するかのような態度をとり続けるが、兼続の説得もあって服従する。反豊臣時代から徳川家康と親交がある。
秀吉の死後は徳川家と姻戚となり、関ヶ原の戦いでは上杉家と対陣。「弱肉強食」を当然とする思想の持ち主で、自身のもとに届いた直江状を「青臭い」と一蹴するなど兼続には批判的だったが、戦後は領内経営の相談を受けたことをきっかけに兼続との親交を深め、ともに家康に徳川秀忠の後見を託される。
愛姫（めごひめ）
演：杏
政宗の妻。穏やかな性格で、気性の激しい夫を支え続ける。関ヶ原の戦いの際には大坂城に人質にとられるも、建前を並べ立てる毛利輝元に対し、「つまらぬ芝居じゃ」とぼやく。
片倉景綱（かたくら かげつな）
演：曽根悠多
政宗の家臣。

### その他

#### 越後・佐渡の人々
北高全祝（ほっこう ぜんしゅく）
演：加藤武
越後上田庄の禅寺・雲洞庵の住職。喜平次（景勝）と与六（兼続）たち小姓を厳しく教育する。兼続が成人した後も、幼少時と変わらずに厳しく教え諭す。
上洛に迷いが生じた景勝が上田庄に帰省し、雲洞庵を訪れた際には「迷いは信念を心にする礎」と説き、景勝に上洛を決意させた。
トメ
演：草笛光子
桑取衆の長・斎京三郎右衛門の母。怪我をしていた所を、桑取谷に向かっていた兼続に手当てをしてもらい、また「話し合いに太刀は無用」と言う兼続の太刀を預かった。兼続の姿にかつて同じ様に太刀を置いて桑取谷を訪れた謙信の姿を見出し、景虎方に傾いていた三郎右衛門を説得した。兼続を「謙信公の志を継ぐ人物」と評する。
斎京三郎右衛門（さいきょう さぶろうえもん）
演：高杉亘
桑取衆の長。御館の乱では金を寄越してきた景虎方に付こうとしていたが、兼続の必死の説得とトメの助言を受けて翻意し、景勝方に付くことを決断し、当時食糧危機に陥っていた春日山城に兵糧米を供出した。
徳平（とくべい）
演：井川鉄也
春日山城近辺の百姓。兼続の善政を慕っており、直江家に度々野菜などを届けている。
喜八（きはち）
演：小杉幸彦
春日山城近辺の百姓。徳平とともに兼続と仲が良く、直江家へ差し入れを行っている。
本間高統（ほんま たかとう）
演：春田純一
佐渡河原田城主。上杉家と敵対していたが、景勝の名代として降伏勧告に訪れた兼続の必死の説得により、上杉家に降伏した。
若狭屋久兵衛（わかさや きゅうべえ）
演：村松利史
越後府内湊の商人。越後に流れ着いたお涼を助け、家に住まわせる。上杉家の国替えによってともに会津に移る。

#### 上方の人々
千利休（せんの りきゅう）
演：神山繁
豊臣家の茶頭。娘・お涼を介して上杉主従と知り合い、景勝に秀吉が兼続の引き抜きを画策していることを伝えた。また、秀吉同様に兼続を「天下の器」と評している。
茶の湯を通じて多くの大名から師と仰がれ、また秀吉の良き相談役となっていたが、そのことで逆に秀吉に疎まれ、天下人に逆らう者への見せしめとして蟄居を命じられる。秀吉は利休が謝罪すれば赦すつもりでいたが、自らの茶の湯が穢れることを嫌った利休は謝罪を拒否し、切腹した。
生前、兼続に「三成殿に殺される」と自分の将来を暗示し、兼続にも三成を警戒するように伝えていた。
お涼（おりょう）
演：木村佳乃
千利休の娘。上方に不慣れな景勝と兼続のために、石田三成が世話係として付けた。世話係として接する内に兼続に好意を抱くようなる。竹内流の柔の使い手で、その腕前は諫言に怒った福島正則を軽々と投げ飛ばしてしまうほど。
茶の湯に真摯に向き合うあまり、周囲に敵を作ってしまう父・利休を心配していた。
利休の死後、京から姿を消し、越後へと流れ着く。再会した兼続の勧めで若狭屋の世話になりながら兼続の娘たちをはじめとする子供達に読み書きを教える。上杉家の国替えに際し兼続に別れを告げた。

## スタッフ
- 原作：火坂雅志『天地人』（NHK出版刊）
- 脚本：小松江里子、松下和惠
- 音楽：大島ミチル
- 音楽プロデューサー：伊藤圭一（Kim Studio）
- テーマ音楽演奏：NHK交響楽団
- テーマ音楽指揮：小泉和裕
- 脚本協力：山上ちはる、小松與志子
- 時代考証：小和田哲男
- 風俗考証：二木謙一
- 建築考証：平井聖
- 衣裳考証：小泉清子
- 殺陣武術指導：林邦史朗
- 所作指導：橘芳慧
- 馬術指導：車邦秀、逢坂智博、黒沼雅夫
- 書道／書指導：望月暁云
- 茶道指導：鈴木宗卓
- 華道／活花指導：杉本康子
- 能指導：宝生和英
- 琵琶／歌詠み指導：友吉鶴心
- 仏事指導：樺澤賢正
- 邦楽指導：本條秀太郎
- 琴指導：吉川由里子
- 囲碁指導：桑本晋平
- 漢詩指導：野村万蔵
- 助産指導：大葉ナナコ
- 木彫り指導：高橋信行
- 算盤指導：吉田政美
- わらじ作り指導：高津登志子
- 鍛冶指導：吉原義一
- 御所ことば指導：堀井令以知
- 上方ことば指導：井上裕季子
- 資料提供：上杉神社、高台寺、大阪城天守閣、上杉博物館、小田原城天守閣、新潟県立図書館、犬山城白帝文庫、摠見寺、西本願寺
- タイトル映像：オー・エル・エム・デジタル
- 題字：武田双雲
- 語り：宮本信子
- 副音声解説：宇垣秀成
- CG制作：坂美佐子
- VFX制作：高橋佳宏
- 撮影協力：新潟県、山形県、福島県、新潟県南魚沼市、上越市、長岡市、魚沼市、山形県米沢市、東京都八王子市、神奈川県湯河原市、茨城県那珂市、高萩市、つくばみらい市、群馬県富岡市、栃木県岩舟町、山梨県北杜市、岩手県奥州市、遠野市、熊本県熊本市
- 制作統括：内藤愼介
- プロデューサー：吉永証
- 演出：片岡敬司、高橋陽一郎、野田雄介、一木正恵、尾崎裕和

アバンタイトル
- ナレーション：森本健成

天地人紀行
- 語り：礒野佑子
- バイオリン演奏：宮本笑里

## 放送

### 通常放送時間
総合テレビ
- 本放送 日曜20時 - 20時45分
- 再放送 土曜13時5分 - 13時50分

衛星第2テレビ（BS 2）
日曜22時5分 - 22時50分（難視聴対策放送）
デジタル衛星ハイビジョン（BS hi）
日曜18時 - 18時45分（プロ野球中継時は1時間繰り上がり17時開始）
- 『NHKオンデマンド』では、初回放送当日（総合の本放送終了後）から「見逃し番組」サービスで有料配信を行っていた。現在は「特選ライブラリー」で2010年9月 - 11月の3か月に渡って全47回を有料配信中（9月：第1 - 15回まで、10月：16 - 31回まで、11月：32 - 最終回）[6]。

### 放送日程
- 第1回と最終回は75分の拡大版。
- 第35回の地上波本放送は第45回衆議院議員総選挙の開票速報特番のため開始時刻を19時10分に前倒し。
- スペシャルドラマ『坂の上の雲』第1部を大河ドラマの枠を拡大して放送するため、通年で放送される大河ドラマとしては例年よりも少ない放送回数（11月22日最終回・全47回放送）となった[7]。

冒頭にその回のキーワードとなる言葉を表示し、一部回を除きアナウンサー森本健成による解説（冒頭ガイド）のあとオープニング、本編、次回予告、「天地人紀行」という番組構成となっている。
| 放送回                                                      | 放送日   | 題                     | 演出       | 冒頭ガイド                   | 天地人紀行                                       |
| ----------------------------------------------------------- | -------- | ---------------------- | ---------- | ---------------------------- | ------------------------------------------------ |
| 第一回                                                      | 01月04日 | 五歳の家臣             | 片岡敬司   | 愛の兜？                     | 与六の故郷（新潟県南魚沼市）                     |
| 第二回                                                      | 01月11日 | 泣き虫、与六           | 片岡敬司   | 頑固モノ                     | 謙信との出会いの地（新潟県上越市）               |
| 第三回                                                      | 01月18日 | 殿の初恋               | 片岡敬司   | 有名ではない                 | 直江景綱の故郷（新潟県長岡市）                   |
| 第四回                                                      | 01月25日 | 年上の女（ひと）       | 片岡敬司   | 祈る、拝む                   | 洛中洛外図屏風（山形県米沢市）                   |
| 第五回                                                      | 02月01日 | 信長は鬼か             | 片岡敬司   | どっちが強い？               | 信長の居城・岐阜城（岐阜県岐阜市）               |
| 第六回                                                      | 02月08日 | いざ、初陣             | 高橋陽一郎 | それでも上杉は動いた         | 上杉最強・上田衆（新潟県南魚沼市）               |
| 第七回                                                      | 02月15日 | 母の願い               | 高橋陽一郎 | いたちごっこ                 | 七尾城の戦い（石川県中能登町／七尾市）           |
| 第八回                                                      | 02月22日 | 謙信の遺言             | 高橋陽一郎 | 第六天魔王                   | 手取川の戦い（石川県白山市）                     |
| 第九回                                                      | 03月01日 | 謙信死す               | 片岡敬司   | たたかう                     | 景虎の故郷（神奈川県小田原市／箱根町）           |
| 第十回                                                      | 03月08日 | 二人の養子             | 高橋陽一郎 | イケメン                     | 謙信公の最期（新潟県長岡市／上越市）             |
| 第十一回                                                    | 03月15日 | 御館の乱               | 一木正恵   | なんてったって本丸           | 「御館の乱」の舞台（新潟県上越市）               |
| 第十二回                                                    | 03月22日 | 命がけの使者           | 一木正恵   | 腹が減っては戦はできぬ       | 上杉の古道（新潟県上越市／十日町市）             |
| 第十三回                                                    | 03月29日 | 潜入！武田の陣         | 片岡敬司   | チェンジ Change!             | 武田の名将・高坂弾正昌信（長野県松代町）         |
| 第十四回                                                    | 04月05日 | 黄金の盟約             | 高橋陽一郎 | 宿命のライバル               | 景勝と北条の戦い（新潟県南魚沼市／湯沢町）       |
| 第十五回                                                    | 04月12日 | 御館落城               | 高橋陽一郎 | 最後の味方                   | 景虎最期の地（新潟県妙高市）                     |
| 第十六回                                                    | 04月19日 | 信玄の娘               | 一木正恵   | 女の戦国                     | 菊姫の縁組み（山梨県甲府市）                     |
| 第十七回                                                    | 04月26日 | 直江兼続誕生           | 一木正恵   | 最終防衛線                   | 「直江兼続」とお船（新潟県長岡市）               |
| 第十八回                                                    | 05月03日 | 義の戦士たち           | 片岡敬司   | 運命の三ヵ月                 | 魚津城の戦い（富山県魚津市）                     |
| 第十九回                                                    | 05月10日 | 本能寺の変             | 片岡敬司   | 本能寺の変                   | 信長と京の都（京都府京都市）                     |
| 第二十回                                                    | 05月17日 | 秀吉の罠               | 野田雄介   | 怒っているわけではありません | 落水の出会い（新潟県糸魚川市）                   |
| 第二十一回                                                  | 05月24日 | 三成の涙               | 野田雄介   | キレイな花にはトゲがある     | 石田三成の生誕地（滋賀県長浜市／米原市）         |
| 第二十二回                                                  | 05月31日 | 真田幸村参上           | 野田雄介   | 戦国武将人気No.1             | 真田一族の故郷（長野県上田市）                   |
| 第二十三回                                                  | 06月07日 | 愛の兜                 | 片岡敬司   | 父なる雪と母なる大地         | 「愛の兜」をゆく（山形県米沢市）                 |
| 第二十四回                                                  | 06月14日 | 戸惑いの上洛           | 片岡敬司   | 222万石                      | 上杉の上洛（京都府京都市）                       |
| 第二十五回                                                  | 06月21日 | 天下人の誘惑           | 一木正恵   | うちに来ないか               | 千利休の足跡（大阪府堺市）                       |
| 第二十六回                                                  | 06月28日 | 関白を叱る             | 一木正恵   | 愛の詩人                     | 黄金と豊臣秀吉（大阪府大阪市）                   |
| 第二十七回                                                  | 07月05日 | 与六と与七             | 野田雄介   | 猿と狸                       | 兼続の弟・大国実頼（新潟県新潟市）               |
| 第二十八回                                                  | 07月12日 | 北の独眼竜             | 野田雄介   | 遅れてきた大物               | 上杉家を支えた佐渡金山（新潟県佐渡市）           |
| 第二十九回                                                  | 07月19日 | 天下統一               | 一木正恵   | ちょっと待った               | 独眼竜・伊達政宗（宮城県大崎市／仙台市）         |
| 第三十回                                                    | 07月26日 | 女たちの上洛           | 片岡敬司   | 茶室は戦場                   | 幻の邸宅・聚楽第（京都府京都市）                 |
| 第三十一回                                                  | 08月02日 | 愛の花戦               | 片岡敬司   | 二人の野望                   | 天下人の側室・淀殿（京都府京都市）               |
| 第三十二回                                                  | 08月09日 | 世継ぎの運命（さだめ） | 野田雄介   | 日本一の男の悩み             | 伏見城の傷跡（京都府京都市）                     |
| 第三十三回                                                  | 08月16日 | 五人の兼続             | 野田雄介   | 鳴くまで待つよ               | 秀次の城下町（滋賀県近江八幡市）                 |
| 第三十四回                                                  | 08月23日 | さらば、越後           | 片岡敬司   | 謙信を超えた                 | 会津への道（新潟県魚沼市）                       |
| 第三十五回                                                  | 08月30日 | 家康の陰謀             | 一木正恵   | 崩壊の序曲                   | 天下人の最期（京都府京都市）                     |
| 第三十六回                                                  | 09月06日 | 史上最大の密約         | 一木正恵   | あいつが悪い。               | 会津の上杉家（福島県会津若松市／南会津町）       |
| 第三十七回                                                  | 09月13日 | 家康への挑戦状         | 片岡敬司   | 火種は上杉                   | 決意の書状「直江状」（福島県会津若松市／白河市） |
| 第三十八回                                                  | 09月20日 | ふたつの関ヶ原         | 片岡敬司   | 関ヶ原                       | 最上義光の城下町・山形（山形県山形市）           |
| 第三十九回                                                  | 09月27日 | 三成の遺言             | 片岡敬司   | 天下分け目とは言いつつも     | 福島正則の功績（広島県福山市／広島市）           |
| 第四十回                                                    | 10月04日 | 上杉転落               | 野田雄介   | 仁義なき戦後処理             | 小早川秀秋の素顔（岡山県岡山市）                 |
| 第四十一回                                                  | 10月11日 | 上杉の生きる道         | 野田雄介   | 敗戦から立ち上がる           | 上杉米沢移封（山形県米沢市／高畠町）             |
| 第四十二回                                                  | 10月18日 | 将軍誕生               | 一木正恵   | 一度はこう言いました         | 兼続愛の改革（山形県米沢市）                     |
| 第四十三回                                                  | 10月25日 | 実頼追放               | 尾崎裕和   | ☆                            | 戦国武将と高野山（和歌山県高野町）               |
| 第四十四回                                                  | 11月01日 | 哀しみの花嫁           | 一木正恵   | 取扱注意                     | 兼続の功績（山形県長井市／南陽市）               |
| 第四十五回                                                  | 11月08日 | 大坂の陣へ             | 野田雄介   | 怒れ 怒れ 怒れ               | その後の勝吉（石川県金沢市）                     |
| 第四十六回                                                  | 11月15日 | 大坂城炎上             | 片岡敬司   | 最後の戦い                   | 真田幸村の「義」（大阪府大阪市）                 |
| 最終回                                                      | 11月22日 | 愛を掲げよ             | 片岡敬司   | 愛                           | 兼続の掲げた「愛」（山形県米沢市）               |
| 平均視聴率 21.2% （視聴率は関東地区・ビデオリサーチ社調べ） |          |                        |            |                              |                                                  |

### 総集編
すべて総合テレビでの放送。
| 放送回 | 放送日         | 放送時間    | 題         |
| ------ | -------------- | ----------- | ---------- |
| 第一回 | 2009年12月21日 | 22:00-22:58 | 「天」の章 |
| 第二回 | 2009年12月22日 | 22:00-22:58 | 「地」の章 |
| 第三回 | 2009年12月23日 | 22:00-22:58 | 「人」の章 |
| 第四回 | 2009年12月24日 | 22:00-22:58 | 「愛」の章 |

### 関連番組
『朗読 天地人』
- 概要：舞台地となる山形県・福島県・新潟県の3県で放送予定のラジオ番組。ドラマ本編放送に合わせ、半年をかけて原作小説を編集したものを朗読。関係先の3放送局が新潟局を幹事として共同制作。
- 放送：いずれも1月〜6月第1週の放送だが、各県で異なる。
  - 山形県：FM 毎週土曜 12時30分 - 12時55分（『民謡をたずねて』はラジオ第1で放送）
  - 福島県：ラジオ第1 毎週土曜 12時30分 - 12時55分（『民謡をたずねて』はFMで放送）
  - 新潟県：ラジオ第1 毎週水曜 21時30分 - 21時55分（『音楽熱中倶楽部』、『沖縄熱中倶楽部』などを差し替え）

- ストリーム配信：新潟局サイトでは、放送後に実施（外部リンク参照）。

ワンダフル東北『義と愛に戦略あり〜直江兼続 敗北からの復活〜』
- 本放送：東北6県の総合テレビ 2008年12月12日 20時 - 20時43分
- 再放送：東北6県の総合テレビ 2009年1月2日 11時 - 11時43分
- 全国放送：総合テレビ『ミッドナイトチャンネル』枠 2009年1月10日 26時5分 - 26時49分

『天地人がやって来た!〜“愛”の源は“食”にあり』
- 本放送：総合テレビ 2009年1月3日 22時30 - 22時59分
- 再放送：総合テレビ 2009年1月4日 15時05 - 15時34分
- 再々放送：総合テレビ 2009年1月10日 16時15 - 16時44分（第1回再放送直前に編成）

出演：妻夫木聡、北村一輝、常盤貴子、玉山鉄二、相武紗季、パパイヤ鈴木、あき竹城、森本健成アナウンサー
『天地人がやって来た!2〜“愛”の源は“出会い”にあり』
- 本放送：総合テレビ 2009年3月23日 19時32分 - 20時
- 再放送：総合テレビ 2009年4月5日 15時37分 - 16時5分

出演：妻夫木聡、上地雄輔、東幹久、小泉孝太郎、比嘉愛未、加藤清史郎、高嶋政伸、森本健成アナウンサー
『天地人がやって来た!3　レキジョ大集合』
- 本放送：総合テレビ　2009年8月22日　18時10分 - 18時40分

出演：妻夫木聡、城田優、常盤貴子、比嘉愛未、あき竹城、美甘子、森本健成アナウンサー
『クイズとことん! 直江兼続』
- 放送：東北6県と新潟県の総合テレビ 2009年1月9日 19時30分 - 20時43分（東北地方は『ワンダフル東北』として、新潟県は『金よう夜 きらっと新潟』として放送）

- この年4月6日に始まった『NHKワンセグ2』では、月曜に5分間のダイジェスト番組が編成されている。

## 関連商品

### 書籍
- 天地人 上 ISBN 978-4-14-005503-8（2008年9月26日発売）
- 天地人 下 ISBN 978-4-14-005504-5（2008年9月26日発売）
- 新装版 天地人 上 天の巻 ISBN 978-4-14-005553-3（2008年11月14日発売）
- 新装版 天地人 中 地の巻 ISBN 978-4-14-005554-0（2008年11月14日発売）
- 新装版 天地人 下 人の巻 ISBN 978-4-14-005555-7（2008年11月14日発売）
- 直江兼続の義と愛 ISBN 978-4-14-005556-4（2008年11月14日発売）
- NHK大河ドラマ・ストーリー 天地人 前編 ISBN 978-4-14-923350-5（2008年12月20日発売）
- NHK大河ドラマ・ストーリー 天地人 後編 ISBN 978-4-14-923351-2（2009年7月10日発売）
- NHK大河ドラマ・ストーリー 天地人 完結編 ISBN 978-4-14-923352-9（2009年10月24日発売）
- NHK大河ドラマ歴史ハンドブック 天地人 ISBN 978-4-14-910693-9（2008年12月20日発売）
- 武田双雲 戦国武将を書く －天地人OFFICIAL BOOK－ ISBN 978-4-8356-1743-5（2009年9月30日発売）

### CD
- NHK大河ドラマ「天地人」オリジナル・サウンドトラック　SICC-1153（2009年2月18日発売）
- NHK大河ドラマ「天地人」オリジナル・サウンドトラック2　SICC-1170（2009年8月26日発売）
- NHK大河ドラマ「天地人」オリジナル・サウンドトラック完結編　SICC-1225（2009年10月21日発売）

### DVD
- 大河ドラマ 天地人 完全版 DVD-BOX 第壱集　GNBD-7595（2009年11月26日発売）
- 大河ドラマ 天地人 完全版 DVD-BOX 第弐集　GNBD-7596（2010年2月24日発売）
- 大河ドラマ 天地人 総集編 全2枚セット

### 切手
- フレーム切手 NHK大河ドラマ「天地人」029P（2009年4月22日発売）

## ドラマ舞台地の誘致運動・反応
放映に合わせて、新潟県、山形県の各地の歴史資料館などにおいて、下記のように関連資料を集めた天地人博が開催されているほか、サッカーJリーグではモンテディオ山形とアルビレックス新潟の対戦を、このドラマにちなんで「天地人ダービー」と名付け、観客の呼び込みを図っている。
- 越後上越 天地人博（新潟県上越市）
- 愛・天地人博南魚沼（新潟県南魚沼市）
- 米沢　愛と義のまち「天地人博2009」（山形県米沢市）

上記の3つが主に2009年ほぼ1年にわたって開催された。また、通年ではないが2009年中に随時企画展として開催されているものとして、下記のものが挙げられる。
- 鶴ヶ城企画展（福島県会津若松市）

## 受賞
- 2009年10月5日、本作の第2回「泣き虫、与六」がABU賞テレビドラマ番組部門最優秀賞を受賞[8]。
- 2010年　エランドール賞作品賞 [TV ガイド賞]（TV部門）受賞。